# Paolo Bozzi
Paolo Bozzi (Gorizia, 16 maggio 1930 – Bolzano, 11 ottobre 2003) è stato uno psicologo, filosofo e musicista italiano noto per i suoi studi sulla percezione e sulla psicologia della Gestalt.
È considerato uno dei principali studiosi italiani di psicologia della Gestalt, insieme a Fabio Metelli e a Gaetano Kanizsa (di cui è stato allievo). Autore eclettico di numerose opere, ha approfondito il tema della percezione visiva da diversi punti di vista, come la percezione dei colori, dei suoni, ma anche del moto pendolare e di quello lungo i piani inclinati.
È stato Professore di Metodologia delle scienze del comportamento presso l'Istituto di Psicologia, divenuta in seguito Facoltà di Psicologia, all'Università di Trieste fino al 1999. Gli ultimi anni della sua vita li ha trascorsi a Bolzano, insegnando presso l'Università di Trento.
Dal punto di vista filosofico, le sue teorie sono state riprese all’interno del Nuovo realismo da Maurizio Ferraris e da Luca Taddio.

## Biografia[1]
Nato e cresciuto a Gorizia in una famiglia con una forte tradizione intellettuale e culturale, si laurea nel 1955 in filosofia morale all’Università di Trieste. La sua carriera accademica ha avuto una svolta quando ha iniziato a frequentare i seminari dello psicologo Gaetano Kanizsa.
Nel corso degli anni, Bozzi ha pubblicato numerosi studi, come Osservazioni sulla percezione del moto pendolare armonico (1958) e Due fattori di unificazione fra note musicali (1960, con Giovanni Bruno Vicario), contribuendo allo sviluppo di una "scienza degli osservabili" e dell’auditory streaming. Ha inoltre mantenuto un costante interesse per la musica, pubblicando composizioni e svolgendo attività orchestrale.
Dopo aver insegnato a Padova, è diventato professore ordinario all’Università di Trento, occupando brevemente il ruolo di rettore. A partire dagli anni ’80, ha insegnato Metodologia delle scienze del comportamento all'Università di Trieste, coinvolgendo studenti e collaboratori in una varietà di progetti didattici e di ricerca. Tra le sue opere principali si annoverano Unità identità causalità (1969) e Fisica ingenua (1990). Ritiratosi alla fine degli anni ’90, ha continuato a collaborare con gruppi di ricerca in diverse università italiane. È stato un grande maestro per psicologi e filosofi.
È scomparso a Bolzano nel 2003 a causa di un attacco cardiaco.

## La fisica ingenua
Nel suo capolavoro, Fisica ingenua (1990), Bozzi descrive il suo metodo e i risultati delle sue ricerche attraverso uno stile narrativo che mischia i ricordi della sua vita con i risultati scientifici da lui ottenuti, facendo aderire lo stile narrativo con le sue teorie secondo le quali non è possibile rimuovere la percezione sensibile dall'osservazione dei fenomeni. Ha dedicato la sua attenzione al lavoro sperimentale e a un programma teorico che contrastasse quello psicofisico. Nel 1960, insieme al suo collega Giovanni Bruno Vicario, ha descritto un fenomeno acustico noto al giorno d'oggi con il nome auditory streaming, che nella psicologia della percezione musicale è alla base della formazione delle melodie.
Secondo Bozzi, “da una parte la fisica ingenua è un sistema di credenze, sommerso ma molto più coerente di quanto non si sospetti comunemente, intorno alle proprietà degli oggetti inanimati che popolano il mondo della nostra esperienza; dall'altra è un sistema di rapporti, in gran parte ancora da esplorare, che connette quelle credenze tra loro e al nostro modo di percepire gli eventi del mondo esterno, al modo di apparire delle proprietà fisiche delle cose”. Il nostro corpo e i sensi ci consentono quindi un accesso privilegiato ai fenomeni, accesso che si differenzia rispetto a quello della fisica non ingenua, praticata dagli scienziati.
Inoltre, se riusciamo a togliere dagli oggetti dell’esperienza immediata altri tipi di integrazioni cognitive, è possibile cogliere le loro proprietà percettive, che possono essere sottoposte ad analisi fenomenologica. Si può dunque dire che Bozzi ha dedicato la sua attenzione al lavoro sperimentale, focalizzato sull’importanza della percezione, e a un programma teorico che contrastasse quello psicofisico.

## L’unificazione fra note musicali (con Giovanni Bruno Vicario)
Nel 1960, insieme al suo collega Giovanni Bruno Vicario, ha descritto un fenomeno acustico noto al giorno d'oggi con il nome auditory streaming, che nella psicologia della percezione musicale è alla base della formazione delle melodie.
In Due fattori di unificazione fra note musicali, Bozzi e Vicario hanno riscontrato in campo acustico l'esistenza di leggi di unificazione paragonabili a quelle enunciate da Wertheimer per il campo visivo. Si tratta della vicinanza temporale, ovvero il rapporto esistente tra due stimoli acustici, separati da un lasso di tempo minore, che vengono percepiti come formanti una coppia, e della vicinanza tonale, con cui si intende il rapporto tra due note, separate da un minore intervallo tonale, che tendono a unificarsi.
Bozzi e Vicario notano che, nelle situazioni di conflitto, prevale il fattore di unione o segregazione a seconda della rapidità di successione degli stimoli. Se la velocità è sufficientemente bassa, l’unificazione avviene secondo la vicinanza temporale; se le stesse situazioni sono riprodotte con adeguata rapidità, l’unificazione si ha per vicinanza tonale.

## Opere principali
- Unità identità causalità. Una introduzione allo studio della percezione, Bologna: Cappelli Editore, 1969.
- Fenomenologia sperimentale, Bologna: Il Mulino, 1989.
- Fisica ingenua. Oscillazioni, piani inclinati e altre storie: studi di psicologia della percezione, Milano: Garzanti, 1990.
- Experimenta in visu. Ricerche sulla percezione, Milano: Guerini, 1993.
- Rodolfo Lipizer nei miei ricordi, Pordenone-Padova: Edizione Studio Tesi, 1997.
- Vedere come. Commenti ai §§ 1-29 delle Osservazioni sulla filosofia della psicologia di Wittgenstein, Milano: Guerini, 1998.
- Il mondo sotto osservazione. Scritti sul realismo, a cura di Luca Taddio, Milano: Mimesis, 2008.